# Oostenrijk op het Eurovisiesongfestival 1997
Oostenrijk nam deel aan het  Eurovisiesongfestival 1997, gehouden  in Dublin, Ierland. Het was de 36ste deelname van het land aan het festival.

## Selectieprocedure
Net zoals het voorbije jaar koos men ervoor om geen nationale finale te organiseren.
In plaats daarvan was er een interne selectie, waarbij men de zangeres Bettina Soriat aanwees met het lied One step.

## In Dublin
Op het festival in Ierland moest Oostenrijk aantreden als 4de, na Noorwegen en voor Ierland. Na het afsluiten van de stemmen bleek dat Bettina Soriat op een 21ste plaats was geëindigd met 12 punten.
Nederland had 3 punten over voor deze inzending en België deed niet mee in 1997.

### Gekregen punten

#### Finale
| 12 punten   | 10 punten | 8 punten              | 7 punten | 6 punten |
| ----------- | --------- | --------------------- | -------- | -------- |
|             |           |                       |          |          |
| 5 punten    | 4 punten  | 3 punten              | 2 punten | 1 punt   |
| - Hongarije |           | - Nederland - Rusland |          | - Polen  |

### Punten gegeven door Oostenrijk

#### Finale
Punten gegeven in de finale:
| 12 punten | Verenigd Koninkrijk   |
| 10 punten | Ierland               |
| 8 punten  | Polen                 |
| 7 punten  | Turkije               |
| 6 punten  | Estland               |
| 5 punten  | Rusland               |
| 4 punten  | Bosnië en Herzegovina |
| 3 punten  | Duitsland             |
| 2 punten  | IJsland               |
| 1 punt    | Italië                |

1957 · 1958 · 1959 · 1960 · 1961 · 1962 · 1963 · 1964 · 1965 · 1966 · 1967 · 1968 · 1969-1970 · 1971 · 1972 · 1973-1975 · 1976 · 1977 · 1978 · 1979 · 1980 · 1981 · 1982 · 1983 · 1984 · 1985 · 1986 · 1987 · 1988 · 1989 · 1990 · 1991 · 1992 · 1993 · 1994 · 1995 · 1996 · 1997 · 1998 · 1999 · 2000 · 2001 · 2002 · 2003 · 2004 · 2005 · 2006 · 2007 · 2008-2010 · 2011 · 2012 · 2013 · 2014 · 2015 · 2016 · 2017 · 2018 · 2019 · 2020 · 2021 · 2022 · 2023 · 2024 · 2025